# 前田玲奈
前田 玲奈（まえだ れな、1989年4月28日 - ）は、日本の女性声優、ナレーター。福岡県出身。ステイラック所属。

## 来歴
高校2年生の夏、進路を決め始める時期に初めて職業としての声優を意識したという。それまでは服飾関係の両親の影響で、デザイナーになりたいと思っていたが、ある時、学校の階段の真ん中あたりで、ある女の子が「前田さん、よかったら一緒にカラオケ行かない？」と声をかけてくれたという。顔は知っており、何度か話したことはあったが、一度も同じクラスになったことがない子だったことから驚いたという。
一緒にカラオケに行っていたところ、その女の子はガンガン歌うタイプで、電波ソング、萌え系のキャラソンを歌ってくれたという。しかし前田は内気で中々歌えずにいたという。家に帰って調べていたところ、その女の子が歌っていたのはアニメの曲で、その影響でアニメを見ていたところ、面白く、声優のことも意識するようになったという。
福岡スクールオブミュージック専門学校卒業。
2010年、AIR AGENCY所属。
2011年4月、『緋弾のアリア』の女子生徒B役で声優デビュー。
2012年7月、『HUNTER×HUNTER（第2作）』のマチ役でテレビアニメ初レギュラー。
2014年4月、『それでも世界は美しい』のニケ・ルメルシエ役で初主演を務める。
2015年7月、本人初となるワンマンライブ『MOE×PRO其の七 〜前田玲奈ソロLIVE〜』を開催。
2016年2月、アニメイト福岡天神店宣伝大使に就任。
2016年12月、本人初となるトークイベント『MOE×PRO12〜前田玲奈のTARITARI!〜』（昼夜2回公演）を開催。
2016年12月5日、自身のブログで、同日付で所属していたAIR AGENCYを離れ、フリーになったことを発表。
2017年3月1日、ステイラック預かり。

## 人物
アイス好きとして知られており、毎月80個以上のアイスを食べていると語っている。
好きな漫画は『ドカベン』、『HUNTER×HUNTER』。趣味は果物や野菜を剥くこと、泳ぐこと、詩を書くこと、競馬。特技は、歌、ピアノ、習字である。歌に自分のイメージで振付をするのも得意である。
競馬に関しては川崎競馬場等の配信番組に時々出演しており、『ウマ娘』ではグラスワンダーを演じている。2023年7月15日には第55回函館2歳ステークスで、1着ゼルトザーム（浜中俊）・2着ナナオ（西村淳也）の馬単万馬券を的中させ200万円超の払い戻しを受けている。好きな競走馬はパンサラッサ等。2024年にはゴールドドリーム産駒の競走馬の命名権を譲り受け、川崎配信で同席する百瀬和己・稲富菜穂と共に馬名を決定、『ユメドリーム』と名付けた。同馬は川崎・山崎裕也厩舎に付託され、2024年7月5日開催の川崎の新馬戦（鞍上・山崎誠士）でデビューを果たしている。
一人っ子である。

## 出演
太字はメインキャラクター。

### テレビアニメ
2011年
- 快盗天使ツインエンジェル〜キュンキュン☆ときめきパラダイス!!〜（女子生徒E、女子生徒）
- 神様のメモ帳（女の子A）
- 花咲くいろは（不在コール、生徒A、生徒C、生徒B）
- 緋弾のアリア（女子生徒B、女子生徒A、メイドC）

2012年
- あの夏で待ってる（店員、生徒A）
- AKB0048（2012年 - 2013年、候補生A、ジーナ） - 2シリーズ
- カンピオーネ! 〜まつろわぬ神々と神殺しの魔王〜（お天気キャスター）
- それいけ!アンパンマン（2012年 - 2024年、色エンピツマン（緑色）〈2代目〉、ユキダルマン〈5代目〉、クレヨンマン、クマ太くん、ペン子〈5代目〉）
- TARI TARI（有田松子、高橋先生の赤ちゃん）
- ハイスクールD×D（女子）
- HUNTER×HUNTER（第2作）（2012年 - 2014年、マチ、レポーター、広報官）
- 輪廻のラグランジェ（新庄ゆいは、飯合くるみ）

2014年
- ガールフレンド（仮）（遠山未涼）
- 寄生獣 セイの格率（2014年 - 2015年、鈴木アキホ、母親、パラサイト、後藤内部の声、女性）
- クロスアンジュ 天使と竜の輪舞（ヒルダの妹）
- 人生相談テレビアニメーション「人生」（二階堂彩香）
- それでも世界は美しい（ニケ・ルメルシエ）
- 六畳間の侵略者!?（メグミ）

2015年
- 俺物語!!（西城まりや、かよみ、女子2、女子クラスメイト3）
- カードファイト!! ヴァンガードG（女性職員、シオン 母） - 2シリーズ
- クレヨンしんちゃん（2015年 - 2023年、美女A、女子大生A、おねいさんA、ウェイトレス、戸尾樹子 他）
- GATE 自衛隊 彼の地にて、斯く戦えり（アナウンサー）
- コンクリート・レボルティオ〜超人幻想〜（リン）
- BAR 嫌われ野菜（トマト）
- VALKYRIE DRIVE -MERMAID-（ヘクセ）
- 干物妹!うまるちゃん（2015年 - 2017年、子供、店員、教師、先生、女子生徒 他） - 2シリーズ
- ミス・モノクローム -The Animation- 3（観客、女性客）
- みにヴぁん（トップアイドル リヴィエール）

2016年
- 競女!!!!!!!!（河合花火）
- コンクリート・レボルティオ〜超人幻想〜THE LAST SONG（リン）
- SERVAMP-サーヴァンプ-（女性）
- 石膏ボーイズ（山下絹枝、石本の同級生、アシスタント、女子高生、女性）
- ディバインゲート（店員）
- ナースウィッチ小麦ちゃんR（美鈴先生、ここな母）
- NEW GAME!（先輩）
- パズドラクロス（女性レポーター、ダイアナ）
- ハルチカ〜ハルタとチカは青春する〜（松田副部長）
- ふらいんぐうぃっち（お天気お姉さん、少年B）
- ももくり（早柿莉央）

2017年
- 神撃のバハムート VIRGIN SOUL（ベルフェゴール）
- 覆面系ノイズ（女子生徒1）
- 恋と嘘（相生怜奈、女子生徒A、お天気お姉さん、土居涼香、着付け師）
- アホガール（柊姫衣、希）
- UQ HOLDER! 〜魔法先生ネギま!2〜（カトラス）
- このはな綺譚（リリィ）

2018年
- ポプテピピック（吉川博美、玲奈、ポプテピクッキングお姉さん）
- ウマ娘 プリティーダービー（2018年 - 2021年、グラスワンダー） - 2シリーズ
- 3D彼女 リアルガール（ミカ）
- グラゼニ（うぐいす嬢）
- Lostorage conflated WIXOSS（女子）
- カードキャプターさくら クリアカード編（子ども）
- ラストピリオド -終わりなき螺旋の物語-（フラウ）
- ちおちゃんの通学路（生徒〈女〉）
- レイトン ミステリー探偵社 〜カトリーのナゾトキファイル〜（ジェニファー）
- 狐狸之声（シュアル）
- BANANA FISH（メアリ）
- 中間管理録トネガワ（西口冴子）

2019年
- この世の果てで恋を唄う少女YU-NO（朝倉香織）
- ワンパンマン（ゲームキャラ）
- ひとりぼっちの○○生活（保武嵐、おばさんA）
- 真夜中のオカルト公務員（渋谷区職員、ピクシーA、榊京一〈幼少〉、ピクシー）
- 叛逆性ミリオンアーサー（シーマ）
- 爆丸バトルプラネット（ノベリウス、ディーン妻）
- 手品先輩（生徒、子供、園児）
- Z/X Code reunion（娑伽羅）
- Fate/Grand Order -絶対魔獣戦線バビロニア-（ウル市民）
- ぼくたちは勉強ができない!（奥さんB）

2020年
- 虚構推理（夜雀、山のあやかし、ウェイトレス、少女、人々 他）
- ドロヘドロ（飛鳥）
- 文豪とアルケミスト 〜審判ノ歯車〜（女）
- うまよん（グラスワンダー）
- アラド:逆転の輪（シュシア・エレミン）
- ヒーリングっど♥プリキュア（日下織江）
- おちこぼれフルーツタルト（東リリ）
- ドラえもん（テレビ朝日版第2期）（金髪女性）
- アイドリッシュセブン Second BEAT!（記者F）

2021年
- WIXOSS DIVA(A)LIVE（マイ）
- はたらく細胞BLACK（肝細胞）
- さよなら私のクラマー（菊池類、女子生徒）
- パズドラ（スマホのボイス）
- iiiあいすくりん（2021年 - 2022年、バッキー） - 2シリーズ
- ゾンビランドサガ リベンジ（弟子少女 ろ）
- EDENS ZERO（2021年 - 2023年、偽シスター、おばちゃん、ナディア） - 2シリーズ
- 白い砂のアクアトープ（マネージャー、子供）
- 月が導く異世界道中（イレイン）
- 進化の実〜知らないうちに勝ち組人生〜（リアレッタ・バルヘイム）

2022年
- 幻想三國誌 -天元霊心記-（旧六浄霊師、笵良）
- ハコヅメ〜交番女子の逆襲〜（和流崎の娘）
- トライブナイン（池尻ぷりん）
- 佐々木と宮野（半澤の母）
- 黒の召喚士（キャロル）

2023年
- 不滅のあなたへ（少年）
- Buddy Daddies（ヒナタママ、園児）
- 魔術士オーフェンはぐれ旅 聖域編（マリア）
- Helck（ヒュラ）
- 自動販売機に生まれ変わった俺は迷宮を彷徨う（2023年 - 2025年、ミケネ） - 2シリーズ
- とあるおっさんのVRMMO活動記（南の砦の宿屋の女主人）

2024年
- メタリックルージュ（ビアンカ・フォックス、ネアン3）
- 即死チートが最強すぎて、異世界のやつらがまるで相手にならないんですが。（女神ヴァハナト）
- 魔王の俺が奴隷エルフを嫁にしたんだが、どう愛でればいい?（ゴメリ）
- リンカイ!（岸和田リオ）
- 多数欠（一色美和）
- キラキラ キャッチ!ティニピン（ニコピン）

2025年
- アラフォー男の異世界通販（サイネリア）
- この会社に好きな人がいます（早川同級生）
- 最強の王様、二度目の人生は何をする?（アリス・レイウィン）
- 機動戦士Gundam GQuuuuuuX（ティルザ・レオーニ）
- アン・シャーリー（エリザ・バーリー）
- 真・侍伝 YAIBA（女、アナウンサー）
- 出禁のモグラ（咲良子の母）

### 劇場アニメ
- 劇場版 HUNTER×HUNTER 緋色の幻影（2013年、マチ[55]）
- リズと青い鳥（2018年、吹奏楽部員）
- 詩季織々「小さなファッションショー」（2018年、シェイジン）
- シン・エヴァンゲリオン劇場版𝄇（2021年[56]）
- 映画 さよなら私のクラマー ファーストタッチ（2021年、先生）
- すずめの戸締まり（2022年）
- 機甲英雄 劇場版 我與我等於無限大（2023年、蘿克莎努[57]）
- しん次元! クレヨンしんちゃん THE MOVIE 超能力大決戦 〜とべとべ手巻き寿司〜（2023年）
- 劇場版モノノ怪 唐傘（2024年、フク）

### OVA
- 輪廻のラグランジェ 鴨川デイズ（2012年、新庄ゆいは）
- ヘタリア The Beautiful World えくすとらでぃすく（2014年、イタリア娘）
- ウマ娘 プリティーダービー BNWの誓い（2018年、グラスワンダー）

### Webアニメ
2010年代
- Bonjour♪恋味パティスリー（2015年、島津ミサエ）
- ももくり（2015年、早柿莉央）
- ソードガイ The Animation（2018年、記者）
- 7SEEDS（2019年、のばら）
- 機甲英雄 機鬥勇者 日本語版（2019年、芙歐蘭）

2020年代
- テルマエ・ロマエ ノヴァエ（2022年、店員）
- LUPIN ZERO（2022年、女A）
- うまゆる（2022年 - 2023年、グラスワンダー）

### ゲーム
2008年
- 赤い糸

2009年
- 黄金の絆（ミスト）

2011年
- たんていぶ 廃部と絵画と爆弾と

2013年
- 蒼穹のスカイガレオン（ウシャス、シャチー、プリティヴィー、ラクシュミ）

2014年
- ウチの姫さまがいちばんカワイイ (リード・レトリバー)
- 白猫プロジェクト（パステル)
- 蒼穹のスカイガレオン（ミリアム）
- Tokyo 7th シスターズ（2014年 - 2019年、御園尾マナ、志摩サビナ）
- ヒーローズプレイスメント（鵜飼ながら、山城宇治）

2015年
- グラナド・エスパダ（エリザベート）
- スクールファンファーレ（小菅ヶ谷光）
- 九十九姫（地動)
- V.D. -Vanishment Day-（北見有紀)
- 干物妹！うまるちゃん 干物妹育成計画
- 雷子（諸葛亮）

2016年
- SDガンダム GGENERATION（2016年 - 2025年、アゼリア・ツィー、クー・シー） - 3作品
- ガールフレンド（仮）（2016年 - 2024年、遠山未涼）
- グランブルーファンタジー（2016年 - 2025年、アウフスタ、マチ）
- 幻獣姫（ジャバウォック）
- シドストーリー（お雪、だるぎ）
- バンドやろうぜ!
- ライバルアリーナVS（アマゾネス）

2017年
- あくしず戦姫 〜戦場を駆ける乙女たち〜（重巡航戦車センチュリオンMk.I、ひゅうが、ジョージ・ワシントン）
- モンスターストライク（マチ）
- この世の果てで恋を唄う少女YU-NO（朝倉香織）
- モン娘☆は〜れむ（アンフィー）
- 征戦!エクスカリバー（織田信長）

2018年
- ネギマテ UQ HOLDER! 〜魔法先生ネギま!2〜（カトラス）
- キングスレイド（カサンドラ）
- クイズRPG 魔法使いと黒猫のウィズ（ロディ・ギャド）
- オルタナティブガールズ2（マーベラス・リリー）
- 夜明けのベルカント（ヒサメ・ヤクマル）

2019年
- HUNTER×HUNTER グリードアドベンチャー（マチ）
- プリンセスコネクト！Re:Dive（女性）
- 私立ベルばら学園 〜ベルサイユのばらRe*imagination〜（黒沢潤子）
- オメガラビリンス ライフ（藍刃澪）
- CARAVAN STORIES（ヴァージン）

2020年
- サンクタス戦記-GYEE-（メルシー）
- Shadowverse（獣の霊媒師、治癒のドラグーン、大地の魔女）
- エグゾスヒーローズ（ファーギー）
- エコーズオブパンドラ（マチルダ)
- ブラウンダスト（ベルフェロン）

2021年
- 共闘ことばRPG コトダマン（マチ）
- ウマ娘 プリティーダービー（2021年 - 2024年、グラスワンダー）
- タイムディフェンダーズ（ノワール）
- 真・女神転生V（アルテミス）
- Epic Seven-エピックセブン-（ペネロペ）

2022年
- 東方LostWord（茨木童子の腕、魂魄妖夢、奥野田美宵、風見幽香、霊烏路空）

2023年
- Link!Like!ラブライブ!（2023年 - 2025年、えな）
- アーマード・コアVI ファイアーズオブルビコン

2024年
- アウタープレーン（あめ）
- エバーソウル（ロゼ）
- 真・女神転生V Vengeance（アルテミス）
- ウマ娘 プリティーダービー 熱血ハチャメチャ大感謝祭!（グラスワンダー）

2025年
- アサシン クリード シャドウズ
- プロミス・マスコットエージェンシー（ユイ、凹ちゃん、九州弁監修）

### ドラマCD
- 神様のメモ帳 シャッターチャンスの裏側
- 逆転裁判123 成歩堂セレクション限定版「逆転のコンビネーション」
- 灼眼のシャナF SUPERIORITY SHANA III Vol.3（赤ん坊）
- セイクリッドセブン　ドラマ・キャラクターCD1Fragment of S7 丹童寺アルマ×藍羽ルリ
- 石膏ボーイズ（山下絹枝[100]）
- それでも世界は美しい 8巻特装版（ニケ・ルメルシエ）
- 抱かれたい男1位に脅されています。（ヘアメイク）
- とらドラ! Drama CD SP.3〜赤ちゃんと僕〜（赤ちゃん）
- Hello,good-bye〜ありふれた奇跡をあなたへ〜
- ももくりドラマCD（早柿莉央[101]）

### 吹き替え

#### 映画
- グッド・タイム（クリスタル〈タリア・ウェブスター〉）
- 子どもが教えてくれたこと（テュデュアル）
- 死霊探偵 ～俺たちゴーストハンターズ～（ケイト〈ティナ・イヴレフ〉）
- 僕のワンダフル・ジャーニー（リースルー[102]）
- 禁じられた遊び（ベルト・ドレ〈ロランス・バディ〉[103]）※N.E.M版
- スポンティニアス（マーラ・カーライル〈キャサリン・ラングフォード〉）
- ミッドサマー（カリン〈アンナ・オストロム〉[104]）
- ノット・オッケー!
- 恵まれた子供たち（ザミーラ）
- スリングショット（リーリー〈ハンナ・クィンリヴァン〉）
- アダムス・ファミリー2 アメリカ横断旅行!（求婚される女[105]）

#### ドラマ
- オー・マイ・クムビ（ジュンヒ）

#### アニメ
- レゴ フレンズ 〜ともだち キラキラ! ものがたり〜（ソフィー）
- ファイヤーバディ（ビブ・ベガボーン[106]）
- キラキラ キャッチ!ティニピン（2024年、ニコピン[107]）

### ラジオドラマ
- OGA 鬼ごっこロワイアル

### デジタルコミック
- A-koe
  - ノミノ（ノコ[108]）
- +Voice
  - 武蔵野線の姉妹（緑川ひかる）
  - 吸血姫 ヴァンパイア・プリンセス（女生徒）
- ジャンプチャンネル
  - SAKAMOTO DAYS（2022年、ダンプ）
  - 勇者ご一行の帰り道（2022年、僧侶[109]）

### ラジオ
※はインターネット配信。
- Challengeラヂオ（CROSS FM、アシスタント）
- のざP・前田玲奈のライブドッグ!（2016年 - 2017年、文化放送 超!A&G+※）[110]
- 前田玲奈のドキドキTuesday（2016年 - 、エフエム浦安）[111]
- 相坂優歌と前田玲奈のトガリズム（2019年 - 、音泉※）[112]

### ラジオCD
- ももくりラジオ 雪とのりかの放課後トークラジオCD
- ももくりラジオ 〜私たちのラジオ「変」ですか?〜ラジオCD

### CM

#### テレビ
- カラオケ本舗まねきねこ（愛知・三重・岐阜エリア キャンペーンCMナレーション）
- Home's
- 豆しば学園（茶谷落花[113]）
- 楽園（パラオくん）
- ワンツリ.com（CMナレーション）

#### Web
- 代償のギルタオン（ヤシャナ）
- ファーレンハイト9999（奏イリナ）
- モノノケグラデーション（大河小百合）

### ナレーション
- ディズニー映画『プレーンズ』特番
- ディズニー映画『プレーンズ2/ファイアー&レスキュー』公開記念〜働く乗りもの大集合!〜
- MOVIE☆ON!『スター・ウォーズ/フォースの覚醒』公開記念特集「親子で楽しもう!スター・ウォーズの世界!」
- おはよう！ アンパンマン（BS日テレ、2016年4月3日 - ）[114]

### テレビ番組
※はインターネット配信。
- 浪川大輔とアニメサポヲタ倶楽部ww（2015年 - 2016年、NOTTV1※）サブMC[115]
- アニメぴあちゃんねる（2015年 - 2016年、ニコニコ生放送※）MC
- 前田玲奈とがまぴぃの、もうすぐアレでる（アニメぴあちゃんねるの番外編動画）（2015年 - 2016年、YouTube※）MC
- うまDOKI（2022年6月18日、KBS京都）
- 川崎競馬スパーキングトークLIVE（2021年 - 不定期出演〈原則、2 - 4日目のいずれか〉、YouTube※）

### 映像作品
- Tokyo 7th シスターズ　t7s 1st Anniversary Live in Zepp Tokyo 15'→34' 〜H-A-J-I-M-A-L-I-V-E-!!〜
- t7s 2nd Anniversary Live 16'→30'→34' -INTO THE 2ND GEAR-
- ウマ娘 プリティーダービー 2nd EVENT「Sound Fanfare！」Blu-ray（2022年）[116]
- ウマ娘 プリティーダービー 3rd EVENT　WINNING DREAM STAGE Blu-ray（2022年）[117]

### 舞台
- タイラー×2（テツヤ・マツウラ）
- ことだま屋本舗EXステージvol.9『ゆーどうぶ。』（2019年9月22日・23日、天上院霊子）

### モデル
- 天神VIVRE'08コレクション
- Belle Époque田代淳也コレクション

### 連載
- GetNavi web「こちら前田アイス探偵事務所」[15]

### その他コンテンツ
- 所さんの目がテン!内コーナー「酒井何でも発明所」ジングル曲
- LIVE DAM STUDIUM 「あにそんボーカル」声優さんVer.　『愛・おぼえていますか』
- お天気時計（2015年、アプリ）（寒咲つぼみ[118]）

## ディスコグラフィ

### キャラクターソング
| 発売日   | 商品名                                                                                         | 歌 | 楽曲                                                                                | 備考                                                                   |
| 2012年   | 2012年                                                                                         | 2012年 | 2012年                                                                              | 2012年                                                                 |
| -------- | ---------------------------------------------------------------------------------------------- | --- | ----------------------------------------------------------------------------------- | ---------------------------------------------------------------------- |
| 9月26日  | HUNTER×HUNTER ハンターハンター キャラクター・ソング集〜幻影旅団編〜                            | マチ（前田玲奈） | 「糸〜cruel spider〜」                                                              | テレビアニメ『HUNTER×HUNTER』関連曲                                    |
| 2014年   |                                                                                                | |                                                                                     |                                                                        |
| 5月21日  | それでも世界は美しい オリジナル・サウンドトラック                                              | ニケ・ルメルシエ（前田玲奈） | 「アメフラシの歌〜Beautiful Rain〜」                                                | テレビアニメ『それでも世界は美しい』挿入歌                             |
| 5月21日  | それでも世界は美しい オリジナル・サウンドトラック                                              | 前田玲奈 | 「PROMISE」                                                                         | テレビアニメ『それでも世界は美しい』エンディングテーマ                 |
| 9月3日   | 人生相談テレビアニメーション「人生」DVD & Blu-ray Vol.1 エンディングテーマCD                   | じんせーず | 「人生☆キミ色」                                                                     | テレビアニメ『人生相談テレビアニメーション「人生」』エンディングテーマ |
| 12月24日 | 人生相談テレビアニメーション「人生」 BD・DVD第4巻特典CD                                        | 二階堂彩香（前田玲奈） | 「HERE WE GO」                                                                      | テレビアニメ『人生相談テレビアニメーション「人生」』関連曲             |
| 12月28日 | t7s Re:Longing for summer                                                                      | セブンスシスターズ | 「Star☆Glitter」                                                                    | ゲーム『Tokyo 7th シスターズ』関連曲                                   |
| 2015年   |                                                                                                | |                                                                                     |                                                                        |
| 1月21日  | 人生相談テレビアニメーション「人生」 BD・DVD第5巻特典CD                                        | じんせーず featuring 赤松勇樹（内匠靖明） | 「GO!GO! じんせーず」                                                               | テレビアニメ『人生相談テレビアニメーション「人生」』関連曲             |
| 4月8日   | BAR 嫌われ野菜 ミュージックコレクション                                                        | トマト（前田玲奈） | 「もぎたて☆カプレーゼ」                                                             | テレビアニメ『BAR 嫌われ野菜』メインテーマ                             |
| 4月8日   | BAR 嫌われ野菜 ミュージックコレクション                                                        | トマト（前田玲奈） | 「パスタソースでもいいから」                                                        | テレビアニメ『BAR 嫌われ野菜』』エンディングテーマ                     |
| 5月20日  | H-A-J-I-M-A-L-B-U-M-!!                                                                         | セブンスシスターズ | 「Sparkle☆Time!!」                                                                  | ゲーム『Tokyo 7th シスターズ』関連曲                                   |
| 2016年   |                                                                                                | |                                                                                     |                                                                        |
| 2月24日  | SEVENTH HAVEN                                                                                  | セブンスシスターズ | 「SEVENTH HAVEN」 「FALLING DOWN」                                                  | ゲーム『Tokyo 7th シスターズ』関連曲                                   |
| 8月12日  | Shining Ray                                                                                    | フローラ・フローレ | 「Shining Ray」                                                                     | ゲーム『ガールフレンド（♪）』関連曲                                    |
| 8月12日  | Shining Ray                                                                                    | 遠山未涼（前田玲奈） | 「初恋中間考査」                                                                    | ゲーム『ガールフレンド（♪）』関連曲                                    |
| 8月24日  | 大好きだよ大好きだよ 生まれてきてありがとう                                                    | 栗原雪（加隈亜衣）、水山のりか（大空直美）、早柿莉央（前田玲奈）、島田柚姫（仲谷明香）、宇佐美育絵（竹下礼奈） | 「とーく・らいく・しんぎんぐ」                                                      | テレビアニメ『ももくり』関連曲                                         |
| 2017年   |                                                                                                | |                                                                                     |                                                                        |
| 2月22日  | ウマ娘 プリティーダービー STARTING GATE 04                                                     | タイキシャトル（大坪由佳）、グラスワンダー（前田玲奈）、ヒシアマゾン（巽悠衣子） | 「奇跡を信じて！」 「うまぴょい伝説」                                               | ゲーム『ウマ娘 プリティーダービー』関連曲                              |
| 2月22日  | ウマ娘 プリティーダービー STARTING GATE 04                                                     | グラスワンダー（前田玲奈） | 「Secret GRADUATION」                                                               | ゲーム『ウマ娘 プリティーダービー』関連曲                              |
| 7月26日  | WORLD'S END                                                                                    | セブンスシスターズ | 「WORLD'S END」 「PUNCH'D RANKER」                                                  | ゲーム『Tokyo 7th シスターズ』関連曲                                   |
| 2018年   |                                                                                                | |                                                                                     |                                                                        |
| 7月25日  | ウマ娘 プリティーダービー ANIMATION DERBY 03 Special Record!/Find My Only Way                  | スペシャルウィーク（和氣あず未）、サイレンススズカ（高野麻里佳）、トウカイテイオー（Machico）、ウオッカ（大橋彩香）、ダイワスカーレット（木村千咲）、ゴールドシップ（上田瞳）、メジロマックイーン（大西沙織）、エルコンドルパサー（高橋未奈美）、グラスワンダー（前田玲奈）、シンボリルドルフ（田所あずさ）、エアグルーヴ（青木瑠璃子）、ヒシアマゾン（巽悠衣子）、フジキセキ（松井恵理子）、マルゼンスキー（Lynn）、テイエムオペラオー（徳井青空）、ビワハヤヒデ（近藤唯）、ナリタブライアン（相坂優歌）、オグリキャップ（高柳知葉） | 「Special Record!」                                                                 | テレビアニメ『ウマ娘 プリティーダービー』挿入歌                        |
| 7月25日  | ウマ娘 プリティーダービー ANIMATION DERBY 03 Special Record!/Find My Only Way                  | スペシャルウィーク（和氣あず未）、サイレンススズカ（高野麻里佳）、トウカイテイオー（Machico）、ウオッカ（大橋彩香）、ダイワスカーレット（木村千咲）、ゴールドシップ（上田瞳）、メジロマックイーン（大西沙織）、エルコンドルパサー（高橋未奈美）、グラスワンダー（前田玲奈）、セイウンスカイ（鬼頭明里）、キングヘイロー（佐伯伊織）、ハルウララ（首藤志奈）、シンボリルドルフ（田所あずさ）、タイキシャトル（大坪由佳）、エアグルーヴ（青木瑠璃子）、ヒシアマゾン（巽悠衣子）、フジキセキ（松井恵理子）、マルゼンスキー（Lynn）、テイエムオペラオー（徳井青空）、ビワハヤヒデ（近藤唯）、ナリタブライアン（相坂優歌）、オグリキャップ（高柳知葉）、スーパークリーク（優木かな）、タマモクロス（大空直美）、イナリワン（井上遥乃）、ウイニングチケット（渡部優衣）、メジロライアン（土師亜文）、メジロドーベル（久保田ひかり）、ナイスネイチャ（前田佳織里）、エイシンフラッシュ（藤野彩水）、マチカネフクキタル（新田ひより）、メイショウドトウ（和多田美咲） | 「うまぴょい伝説」                                                                  | テレビアニメ『ウマ娘 プリティーダービー』エンディングテーマ            |
| 10月10日 | ウマ娘 プリティーダービー ANIMATION DERBY 07                                                   | エルコンドルパサー（高橋未奈美）、オグリキャップ（高柳知葉）、グラスワンダー（前田玲奈）、テイエムオペラオー（徳井青空）、セイウンスカイ（鬼頭明里）、ハルウララ（首藤志奈）、タイキシャトル（大坪由佳） | 「Special Record!」                                                                 | テレビアニメ『ウマ娘 プリティーダービー』関連曲                        |
| 2019年   |                                                                                                | |                                                                                     |                                                                        |
| 5月22日  | HEAVEN'S RAVE                                                                                  | AXiS | 「HEAVEN'S RAVE」 「COCYTUS」                                                       | ゲーム『Tokyo 7th シスターズ』関連曲                                   |
| 8月1日   | オメガラビリンス ライフ 乳 (New) Character Songs                                               | 藍刃澪（前田玲奈） | 「輝きのヴェール」                                                                  | ゲーム『オメガラビリンス ライフ』関連曲                                |
| 2020年   |                                                                                                | |                                                                                     |                                                                        |
| 4月29日  | 百華繚乱 弐                                                                                    | 安芸国佐伯荘藤原貞安（前田玲奈）、大三原（高槻かなこ）、同田貫正国（貫井柚佳） | 「おめかし*夢見し*恋拍子」                                                          | ゲーム『天華百剣 -斬-』関連曲                                          |
| 2021年   |                                                                                                | |                                                                                     |                                                                        |
| 3月17日  | IT'S A PERFECT BLUE                                                                            | セブンスシスターズ | 「Shooting Sky」                                                                    | ゲーム『Tokyo 7th シスターズ』関連曲                                   |
| 3月17日  | ウマ娘 プリティーダービー WINNING LIVE 01                                                      | スペシャルウィーク（和氣あず未）、サイレンススズカ（高野麻里佳）、トウカイテイオー（Machico）、マルゼンスキー（Lynn）、オグリキャップ（高柳知葉）、ゴールドシップ（上田瞳）、ウオッカ（大橋彩香）、ダイワスカーレット（木村千咲）、タイキシャトル（大坪由佳）、グラスワンダー（前田玲奈）、メジロマックイーン（大西沙織）、エルコンドルパサー（髙橋ミナミ）、シンボリルドルフ（田所あずさ）、エアグルーヴ（青木瑠璃子）、マヤノトップガン（星谷美緒）、メジロライアン（土師亜文）、ライスシャワー（石見舞菜香）、アグネスタキオン（上坂すみれ）、ウイニングチケット（渡部優衣）、サクラバクシンオー（三澤紗千香）、スーパークリーク（優木かな）、ハルウララ（首藤志奈）、マチカネフクキタル（新田ひより）、ナイスネイチャ（前田佳織里）、キングヘイロー（佐伯伊織） | 「GIRLS' LEGEND U」                                                                 | ゲーム『ウマ娘 プリティーダービー』オープニングテーマ                  |
| 3月17日  | ウマ娘 プリティーダービー WINNING LIVE 01                                                      | スペシャルウィーク（和氣あず未）、サイレンススズカ（高野麻里佳）、トウカイテイオー（Machico）、マルゼンスキー（Lynn）、オグリキャップ（高柳知葉）、ゴールドシップ（上田瞳）、ウオッカ（大橋彩香）、ダイワスカーレット（木村千咲）、タイキシャトル（大坪由佳）、グラスワンダー（前田玲奈）、メジロマックイーン（大西沙織）、エルコンドルパサー（髙橋ミナミ）、シンボリルドルフ（田所あずさ）、エアグルーヴ（青木瑠璃子）、マヤノトップガン（星谷美緒）、メジロライアン（土師亜文）、ライスシャワー（石見舞菜香）、アグネスタキオン（上坂すみれ）、ウイニングチケット（渡部優衣）、サクラバクシンオー（三澤紗千香）、スーパークリーク（優木かな）、ハルウララ（首藤志奈）、マチカネフクキタル（新田ひより）、ナイスネイチャ（前田佳織里）、キングヘイロー（佐伯伊織） | 「うまぴょい伝説」                                                                  | ゲーム『ウマ娘 プリティーダービー』関連曲                              |
| 3月17日  | ウマ娘 プリティーダービー WINNING LIVE 01                                                      | グラスワンダー（前田玲奈）、メジロマックイーン（大西沙織）、テイエムオペラオー（徳井青空）、ライスシャワー（石見舞菜香）、スーパークリーク（優木かな）、ゼンノロブロイ（照井春佳） | 「NEXT FRONTIER」                                                                   | ゲーム『ウマ娘 プリティーダービー』関連曲                              |
| 3月31日  | ウマ娘 プリティーダービー ANIMATION DERBY Season 2 vol.3 Original Sound Track                  | スペシャルウィーク（和氣あず未）、サイレンススズカ（高野麻里佳）、トウカイテイオー（Machico）、ウオッカ（大橋彩香）、ダイワスカーレット（木村千咲）、ゴールドシップ（上田瞳）、メジロマックイーン（大西沙織）、シンボリルドルフ（田所あずさ）、ナイスネイチャ（前田佳織里）、ツインターボ（花井美春）、イクノディクタス（田澤茉純）、マチカネタンホイザ（遠野ひかる）、メジロパーマー（のぐちゆり）、ダイタクヘリオス（山根綺）、ミホノブルボン（長谷川育美）、ライスシャワー（石見舞菜香）、ビワハヤヒデ（近藤唯）、ナリタタイシン（渡部恵子）、ウイニングチケット （渡部優衣）、キタサンブラック（矢野妃菜喜）、サトノダイヤモンド（立花日菜）、マルゼンスキー（Lynn）、マヤノトップガン（星谷美緒）、ヒシアケボノ（松嵜麗）、エアグルーヴ（青木瑠璃子）、マチカネフクキタル（新田ひより）、メイショウドトウ（和多田美咲）、セイウンスカイ（鬼頭明里）、グラスワンダー（前田玲奈）、エルコンドルパサー（髙橋ミナミ）、サクラバクシンオー（三澤紗千香）、メジロライアン（土師亜文）、メジロドーベル（久保田ひかり）、ナリタブライアン（衣川里佳） | 「うまぴょい伝説（TV Size）」                                                       | テレビアニメ『ウマ娘 プリティーダービー Season 2』エンディングテーマ   |
| 6月16日  | うまよん ミニアルバム                                                                          | スペシャルウィーク（和氣あず未）、グラスワンダー（前田玲奈）、エルコンドルパサー（髙橋ミナミ）、セイウンスカイ（鬼頭明里）、キングヘイロー（佐伯伊織） | 「ぴょいっと♪はれるや！」                                                           | テレビアニメ『うまよん』主題歌                                         |
| 8月28日  | 3rd EVENT WINNING DREAM STAGE Solo Vocal Tracks Vol.1                                          | グラスワンダー（前田玲奈） | 「NEXT FRONTIER（Game Size）」                                                      | ゲーム『ウマ娘 プリティーダービー』関連曲                              |
| 9月22日  | ウマ娘 プリティーダービー WINNING LIVE 02                                                      | ダイワスカーレット（木村千咲）、グラスワンダー（前田玲奈）、テイエムオペラオー（徳井青空）、ナリタブライアン（衣川里佳）、シンボリルドルフ（田所あずさ）、エアグルーヴ（青木瑠璃子）、ビワハヤヒデ（近藤唯）、マヤノトップガン（星谷美緒）、ミホノブルボン（長谷川育美）、ウイニングチケット（渡部優衣）、カワカミプリンセス（高橋花林）、スイープトウショウ（杉浦しおり）、ナリタタイシン（渡部恵子）、ニシノフラワー（河井晴菜）、メジロドーベル（久保田ひかり） | 「うまぴょい伝説」                                                                  | ゲーム『ウマ娘 プリティーダービー』関連曲                              |
| 9月22日  | ウマ娘 プリティーダービー WINNING LIVE 02                                                      | ダイワスカーレット（木村千咲）、ミホノブルボン（長谷川育美）、マヤノトップガン（星谷美緒）、エアグルーヴ（青木瑠璃子）、シンボリルドルフ（田所あずさ）、ナリタブライアン（衣川里佳）、テイエムオペラオー（徳井青空）、グラスワンダー（前田玲奈） | 「Never Looking Back」                                                              | ゲーム『ウマ娘 プリティーダービー』関連曲                              |
| 2022年   |                                                                                                | |                                                                                     |                                                                        |
| 2月22日  | ウマ娘 プリティーダービー Solo Vocal Tracks Vol.3 -4th EVENT SPECIAL DREAMERS!!-               | グラスワンダー（前田玲奈） | 「Never Looking Back（Game Size）」                                                 | ゲーム『ウマ娘 プリティーダービー』関連曲                              |
| 10月4日  | ウマ娘 プリティーダービー Solo Vocal Tracks Vol.5 －4th EVENT SPECIAL DREAMERS!! EXTRA STAGE－ | グラスワンダー（前田玲奈） | 「We are DREAMERS!!（Game Size）」 「笑顔の宝物 -Beyond The Future!-（Game Size）」 | ゲーム『ウマ娘 プリティーダービー』関連曲                              |
| 2023年   |                                                                                                | |                                                                                     |                                                                        |
| 2月8日   | ウマ娘 プリティーダービー WINNING LIVE 10                                                      | トウカイテイオー（Machico）、マルゼンスキー（Lynn）、タイキシャトル（大坪由佳）、グラスワンダー（前田玲奈）、メジロライアン（土師亜文）、ナイスネイチャ（前田佳織里）、ダイタクヘリオス（山根綺）、サクラチヨノオー（野口瑠璃子）、ツルマルツヨシ（青山吉能）、ヤマニンゼファー（今泉りおな）、シンボリクリスエス（春川芽生）、タニノギムレット（松岡美里）、ダイイチルビー（礒部花凜）、ケイエスミラクル（佐藤日向） | 「うまぴょい伝説」                                                                  | ゲーム『ウマ娘 プリティーダービー』関連曲                              |
| 2月8日   | ウマ娘 プリティーダービー WINNING LIVE 10                                                      | トウカイテイオー（Machico）、マルゼンスキー（Lynn）、タイキシャトル（大坪由佳）、グラスワンダー（前田玲奈）、メジロライアン（土師亜文）、ナイスネイチャ（前田佳織里）、サクラチヨノオー（野口瑠璃子）、ツルマルツヨシ（青山吉能） | 「トレセン体操」                                                                    | ゲーム『ウマ娘 プリティーダービー』関連曲                              |
| 3月29日  | アニメ『うまゆる』アルバム                                                                     | グラスワンダー（前田玲奈）、テイエムオペラオー（徳井青空）、ユキノビジン（山本希望）、ウイニングチケット（渡部優衣）、ナリタタイシン（渡部恵子） | 「うまゆるラップでプチョヘンザ」                                                    | Webアニメ『うまゆる』劇中歌                                            |
| 3月29日  | アニメ『うまゆる』アルバム                                                                     | グラスワンダー（前田玲奈）、テイエムオペラオー（徳井青空）、ユキノビジン（山本希望）、ウイニングチケット（渡部優衣）、ナリタタイシン（渡部恵子） | 「#ウマRAP」                                                                        | Webアニメ『うまゆる』エンディングテーマ                                |
| 3月29日  | アニメ『うまゆる』アルバム                                                                     | スペシャルウィーク（和氣あず未）、サイレンススズカ（高野麻里佳）、トウカイテイオー（Machico）、マルゼンスキー（Lynn）、オグリキャップ（高柳知葉）、ゴールドシップ（上田瞳）、ウオッカ（大橋彩香）、ダイワスカーレット（木村千咲）、グラスワンダー（前田玲奈）、メジロマックイーン（大西沙織）、エルコンドルパサー（髙橋ミナミ）、テイエムオペラオー（徳井青空）、シンボリルドルフ（田所あずさ）、エアグルーヴ（青木瑠璃子）、アグネスデジタル（鈴木みのり）、セイウンスカイ（鬼頭明里）、ファインモーション（橋本ちなみ）、マヤノトップガン（星谷美緒）、ユキノビジン（山本希望）、アグネスタキオン（上坂すみれ）、イナリワン（井上遥乃）、ウイニングチケット（渡部優衣）、エアシャカール（津田美波）、トーセンジョーダン（鈴木絵理）、ナカヤマフェスタ（下地紫野）、ナリタタイシン（渡部恵子）、ハルウララ（首藤志奈）、マチカネフクキタル（新田ひより）、メイショウドトウ（和多田美咲）、キングヘイロー（佐伯伊織）、マチカネタンホイザ（遠野ひかる）、ダイタクヘリオス（山根綺）、ツインターボ（花井美春）、シリウスシンボリ（ファイルーズあい）、ツルマルツヨシ（青山吉能）、シンボリクリスエス（春川芽生）、タニノギムレット（松岡美里）、ハッピーミーク（吉咲みゆ） | 「うまぴょい伝説（Game Size）」                                                     | Webアニメ『うまゆる』エンディングテーマ                                |

### その他参加作品
| 発売日         | 商品名     | 歌         | 楽曲 | 備考 |
| -------------- | ---------- | ---------- | --- | ---- |
| 2014年12月10日 | FAKE JAZZ  | FAKE TYPE. | 「Sweet Little Kiss feat. 前田玲奈 (Waltz For Debby Remix)」 「Sweet Little Kiss feat. 前田玲奈 (Wakai Project Ver.) (Waltz For Debby Remix)」 |      |
| 2016年2月7日   | フレイア   | 前田玲奈   | 「フレイア」 「チョコレート魂」 |      |
| 2016年9月23日  | FAKE WORLD | FAKE TYPE. | 「Tropical Mermaid feat.前田玲奈」 |      |

## ライブ・イベント

### ワンマンライブ
| 出演日            | タイトル                                                           | 会場                                  |
| ----------------- | ------------------------------------------------------------------ | ------------------------------------- |
| 2015年7月4日・5日 | MOE×PRO其の七 〜前田玲奈ソロLIVE〜                                 | 全2公演：ミノトール2（東京都）        |
| 2016年2月7日      | 前田玲奈ワンマンライブ vol.2 〜あわてんぼうのバレンタインだぞっ♡〜 | 全2公演：原宿ストロボカフェ（東京都） |
| 2016年4月29日     | 前田玲奈バースデーワンマン〜428だけでも…Bemine！〜                 | 全2公演：恵比寿CreAto（東京都）       |
| 2016年10月2日     | MAEDA inn Magic〜アイスくれなきゃイタズラしちゃうぞ〜              | 全2公演：四谷LIVE INN MAGIC（東京都） |

### 合同ライブ
| 公演年 | タイトル | 公演日・会場                                                       |
| ------ | --- | ------------------------------------------------------------------ |
| 2014年 | MOE×PRO其の弐 〜前田玲奈、喋る。歌う。〜                                                                                    | 全1公演：7月19日 Bar Honest（東京都）                              |
| 2014年 | 汐博2014 | 全1公演：8月16日 日テレプラザ（東京都）                            |
| 2014年 | 24時間テレビ in横浜・日産ギャラリーイベント                                                                                 | 全1公演：8月31日 日産 グローバル本社ギャラリー（神奈川県）         |
| 2014年 | 創刊40周年記念 花とゆめ☆アニメ祭り                                                                                          | 全1公演：9月28日 品川インターシティホール（東京都）                |
| 2014年 | ぽぷかるパーティ | 全1公演：11月1日 愛・地球博記念公園（愛知県）                      |
| 2014年 | MOE×PRO其の伍 〜サクセス☆ハンバーグFromテキサス〜                                                                           | 全1公演：12月23日 東京フィルムセンター映画・俳優専門学校（東京都） |
| 2015年 | 小池ジョアンナ 1st ワンマンライブ                                                                                           | 全1公演：1月31日 SHIBUYA take off 7（東京都）                      |
| 2015年 | メランゲイザー | 全1公演：4月12日 Zepp 名古屋（愛知県）                             |
| 2015年 | FAKE TYPE. Presents NO MORE FAKE!！                                                                                         | 全1公演：4月18日 渋谷VUENOS（東京都）                              |
| 2015年 | 超☆汐留パラダイス! カラオケ戦隊 声優ジャー                                                                                  | 全1公演：8月26日 日テレプラザ（東京都）                            |
| 2015年 | 超☆汐留パラダイス! 2015WINTER カラオケ戦隊 声優ジャー もう一つのクリスマスSP！！                                            | 全1公演：12月26日 日本テレビ ゼロスタ広場（東京都）                |
| 2016年 | 佐武宇綺の宇宙を綺麗にするライブ                                                                                            | 全1公演：3月13日 TOKYO FM HALL（東京都）                           |
| 2016年 | GRAVITY LIVE！LIVE！LIVE！                                                                                                  | 全1公演：6月24日 HEAVEN青山（東京都）                              |
| 2016年 | 超☆汐留パラダイス! －2016 SUMMER－ 日本アイスマニア協会 Presents アイ☆パラ！スペシャルステージ 〜 アイスは地球を救う！？ 〜 | 全1公演：7月29日 日本テレビ 大屋根広場（東京都）                   |
| 2016年 | 超☆汐留パラダイス! －2016 SUMMER－ カラオケ戦隊声優ジャー コミケの帰りに寄ってねSP                                          | 全1公演：8月13日 日本テレビ 大屋根広場（東京都）                   |
| 2016年 | アニソンディスコ 〜なんてったってアイドル♪2次元アイドル特盛！                                                               | 全1公演：9月18日 新大久保 unique LABORATRY（東京都）               |
| 2016年 | FAKE TYPE.偽ワンマンLIVE!!-FAKE WORLD Release Party!!- with Johngarabushi                                                   | 全1公演：12月10日 表参道WALL&WALL（東京都）                        |

### シリーズ一覧
1. ↑  第1期（2012年）、第2期『next stage』（2013年）
2. ↑  第1期（2015年）、第2期『ギアースクライシス編』（2015年）
3. ↑  第1期（2015年）、第2期『R』（2017年）
4. ↑  第1期（2018年）、第2期『Season 2』（2021年）
5. ↑  第1期（2021年）、第2期『2』（2022年）
6. ↑  第1期（2021年）、第2期（2023年）
7. ↑  1st season（2023年）、2nd season（2025年）
8. ↑  『GENESIS』（2016年）、『CROSSRAYS』（2019年）、『ETERNAL』（2025年）

### 初出話一覧
1. ↑  2nd season 第2話初出
2. ↑  1st season 第7話初出
3. 1 2 3 4  第2話初出
4. 1 2  第4話初出
5. 1 2  第6話初出
6. 1 2 3  第1話初出
7. ↑  第10話初出
8. ↑  第8話初出
9. ↑  第9話初出
10. ↑  第7話初出

### ユニットメンバー
1. 1 2  遠藤梨乃（新田ひより）、九条ふみ（豊田萌絵）、鈴木いくみ（諏訪彩花）、村上絵美（大西沙織）、二階堂彩香（前田玲奈）
2. 1 2 3 4 5  七咲ニコル（水瀬いのり）、羽生田ミト（渕上舞）、御園尾マナ（前田玲奈）、寿クルト（黒瀬ゆうこ）、若王子ルイ（川﨑芽衣子）、遊佐メモル（辻あゆみ）
3. ↑  小泉由佳（豊田萌絵）、遠山未涼（前田玲奈）、花房優輝（麻倉もも）
4. ↑  天神ネロ（水瀬いのり）、比嘉アグリ（渕上舞）、蓬莱タキ（川﨑芽衣子）、志摩サビナ（前田玲奈）、鹿込オト（黒瀬ゆうこ）、帝塚セネカ（辻あゆみ）